# 辻琢也
辻 琢也（つじ たくや、1962年 - ）は、日本の政治学者、行政学者。一橋大学大学院法学研究科教授。政策研究大学院大学教授、国立大学法人一橋大学理事・副学長、総務省国地方係争処理委員会委員長代理、内閣府地方制度調査会委員等を歴任。

## 人物・経歴
北海道函館市生まれ。函館ラ・サール高等学校を経て、1985年東京大学教養学部第三・相関社会科学分科卒業。1990年東京大学大学院総合文化研究科相関社会科学専攻博士課程単位取得満期退学。1994年東京大学学術博士。
1990年東京大学助手、1996年ジョンズ・ホプキンス大学SAISライシャワーセンター客員研究員、1997年政策研究大学院大学助教授、2003年同教授。2005年、一橋大学に国際・公共政策大学院が開設されると、一橋大学大学院法学研究科教授兼国際・公共政策大学院教授に就任。2010年国立大学法人一橋大学役員補佐。2014年国立大学法人一橋大学理事・副学長（企画・評価、人事、情報化担当）、日本行政学会理事。2018年東京都東京と日本の成長を考える検討会座長。2021年総務省国地方係争処理委員会委員長代理、総務省ポスト・コロナ期の地方公務員のあり方に関する研究会座長。2022年岩手県持続可能で希望ある岩手を実現する行財政研究会座長。2023年人口戦略会議副議長、秋田県人口減少時代における持続可能な行政サービスの提供のあり方に関する有識者会議座長。
第31次地方制度調査会委員、内閣府行政刷新会議評価者、地方分権改革有識者会議農地・農村部会委員、総務省地方財政審議会専門委員、総務省自治大学校講師、総務省定住自立圏構想の推進に関する懇談会委員、定住自立圏構想研究会委員、総務省広域連携が困難な市町村における補完のあり方に関する研究会座長、総務省地域医療の確保と公立病院改革の推進に関する調査研究会座長、消防庁消防職員の団結権のあり方に関する検討会座長代理、国土交通省社会資本整備審議会委員、国土交通省国土審議会特別委員、国土交通省都市再構築戦略検討委員会委員、文部科学省中央教育審議会臨時委員、東京都東京の自治のあり方研究会座長、公立大学協会公立大学の力を活かした地域活性化研究会委員等を歴任。

## 著書
- 『地方公共団体の人事評価の運用に関する研究会報告書』総務省 2011年
- 『地方公共団体の職場における能率向上に関する研究会報告書』総務省 2012年